# La Libertad (Guatemala)

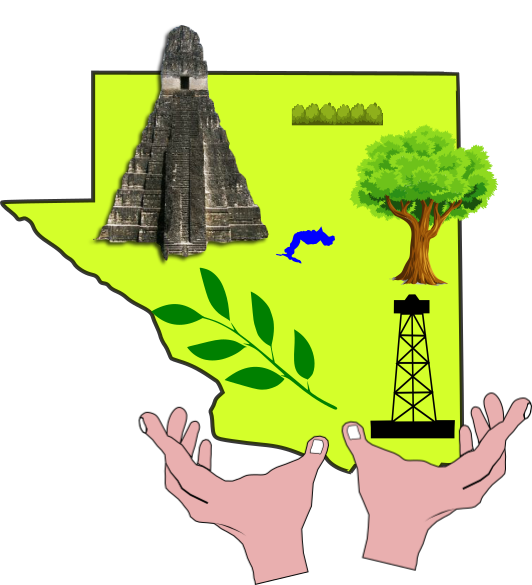
Brasão do departamento de El Petén, local onde fica La Libertad

La Libertad é uma cidade da Guatemala do departamento de El Petén.